# Kosteantînivka, Novopskov
Kosteantînivka (în ucraineană Костянтинівка) este un sat în comuna Taniușivka din raionul Novopskov, regiunea Luhansk, Ucraina.

## Demografie
Componența lingvistică a localității Kosteantînivka
     Ucraineană (98,21%)
     Rusă (1,79%)
Conform recensământului din 2001, majoritatea populației localității Kosteantînivka era vorbitoare de ucraineană (98,21%), existând în minoritate și vorbitori de rusă (1,79%).